# Broeker veiling
De Broeker veiling (of Langendijker groentenveiling) is een voormalige veiling en sinds 1974 onder de naam Museum BroekerVeiling een museum in Broek op Langedijk in de Noord-Hollandse gemeente Dijk en Waard. Het was wereldwijd de eerste doorvaargroenteveiling en de eerste veiling waar tuinbouwproducten werden geveild volgens de afslagmethode.

## Geschiedenis
De veiling ontstond op 29 juli 1887 bij de Bakkersbrug. De veiling verhandelde voornamelijk kool dat per schip naar onder meer Amsterdam getransporteerd werd. De veiling vond plaats in de open lucht. Er werd een steiger en een vaargeul toegevoegd waardoor de veiling ordentelijker kon verlopen. In 1896 werd een tuinbouwcoöperatie opgericht en twee jaar later werd naast een afslager een keurmeester aangesteld. De steiger werd overdekt. In 1907 werd op de veiling voor 700.000 gulden verhandeld. Dat jaar kreeg de veiling een treinverbinding via de spoorlijn St. Pancras - Broek op Langedijk waardoor ook vervoer naar onder meer Rotterdam mogelijk werd. In 1911 betrof de jaarlijkse omzet bijna 3 miljoen gulden.
In 1912 werd het oude veilinggebouw vervangen naar ontwerp van W. Dirkmaat Jz. en Joh. Groot. Het veilinggebouw werd boven het water op houten palen gebouwd waardoor de tuinders met hun schuiten beladen met groenten, door de afmijnzaal (veilingzaal) konden varen. Het werd daarom ook wel een doorvaarveiling genoemd. In de afmijnzaal werd de eerder aangekochte mechanische veilingklok uit 1903 boven de doorvaart geplaatst. Deze klok kan gestopt worden via knoppen bij de 100 zitplaatsen voor opkopers. Veilingen verliepen per bootlading. De volgorde van de boten kwam met loting tot stand. Op 29 juli 1912 werd de veilingzaal feestelijk geopend door de commissaris van de Koningin van Noord-Holland.
In 1922 is het gebouw uitgebreid met een lighal boven het water voor de boten. Het fungeert als een overdekte haven waardoor de producten tijdens het wachten niet langer aan felle zon, regen en andere weersinvloeden werden blootgesteld. In 1925 werden een invaart en een tweede lighal gebouwd waardoor er in totaal 200 ligplaatsen ontstonden.
Door de ruilverkaveling in de jaren zestig nam het belang van vervoer over water af. De veiling fuseerde in 1968 met de veiling van Warmenhuizen en Noord-Scharwoude tot “veiling Langedijk en Omstreken” en verkoos het veilinggebouw in Noord-Scharwoude als hoofdvestiging. De doorvaartveiling werd in 1973 opgeheven. De veilingsactiviteiten fuseerden later met veiling West-Friesland-Oost, tegenwoordig The Greenery.
Het veilingcomplex was in die jaren nauwelijks veranderd. Na sluiting werd het in 1973 gekocht door de gemeente met als doel er een monument van te maken. In 1975 werd bekend dat de rijksoverheid geld beschikbaar stelde voor de restauratie van het veilinggebouw. Sinds 1976 staat het op de rijksmonumentenlijst. In 1979 werd het gerestaureerde veilinggebouw door prinses Beatrix officieel geopend.

## Museum

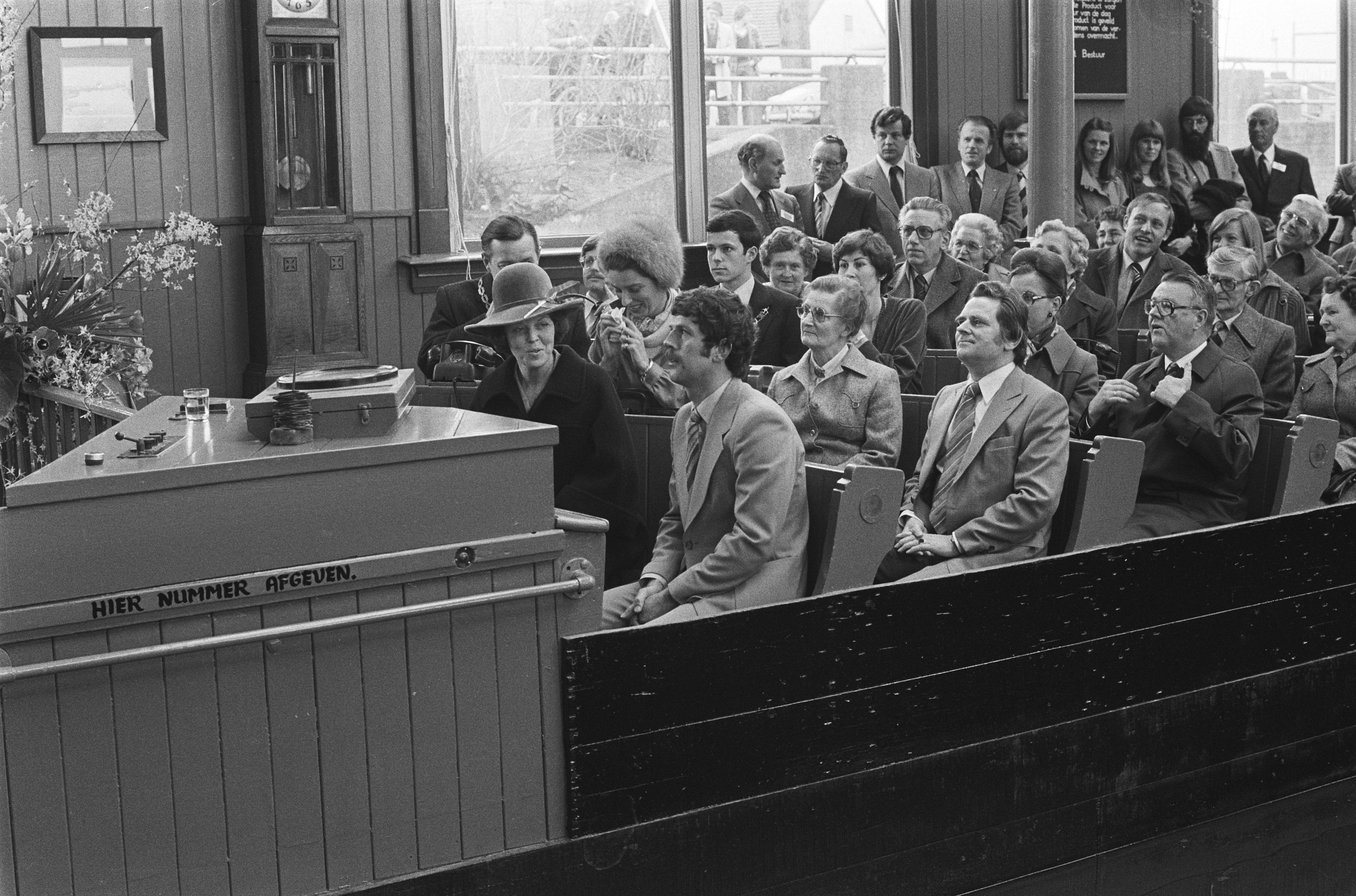
Opening gerestaureerde veiling in 1979 door prinses Beatrix

Museum BroekerVeiling opende voor het eerst op 5 juni 1974 zijn deuren. Met bezoekers wordt in de afmijnzaal op vaste tijden een veiling gehouden met producten op tuindersschuiten zodat bezoekers ervaren hoe het vroeger ging toen de tuinders daar hun kool lieten veilen. Kleine porties fruit en groente kunnen door de museumbezoeker tegen de in de veiling tot stand gekomen prijs door de snelste bieder meegenomen worden.
De lighallen zijn volledig toegankelijk. Binnen de lighallen zijn verschillende boten aangemeerd en is een deel ingericht als expositieruimte. Vanuit de lighallen vertrekt op vaste tijden een rondvaartboot die bezoekers meeneemt door de Oosterdel, een natuurgebied dat een indruk geeft van de landbouwakkers van het rijk der duizend eilanden.
Sinds 2009 is het museum uitgebreid met een entree- en tentoonstellingsgebouw naar ontwerp van Flip Rosdorff. De wanden zijn bekleed met glazen panelen waarop het rijk der duizend eilanden afgebeeld is. Binnen krijgt de bezoeker over vier zalen via interactieve objecten meer te weten over het rijk der duizend eilanden, de geschiedenis van de veiling, land- en tuinbouw en het belang van gezonde voeding. Op het buitenterrein wordt een indruk gegeven van de landbouw, ambachten en leefomstandigheden rond de eilandjes.

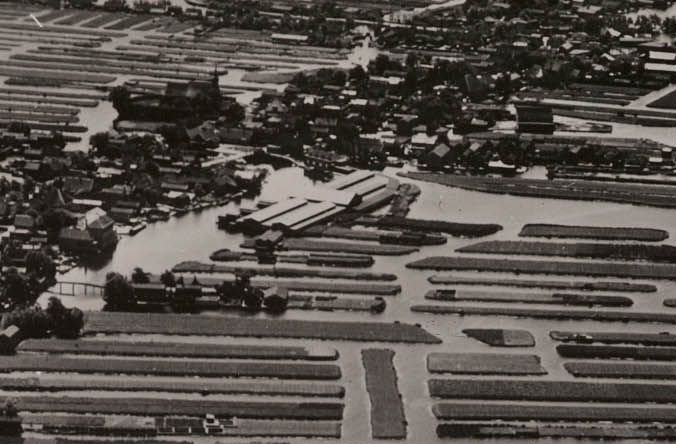
Luchtfoto van Broeker veiling in 1938
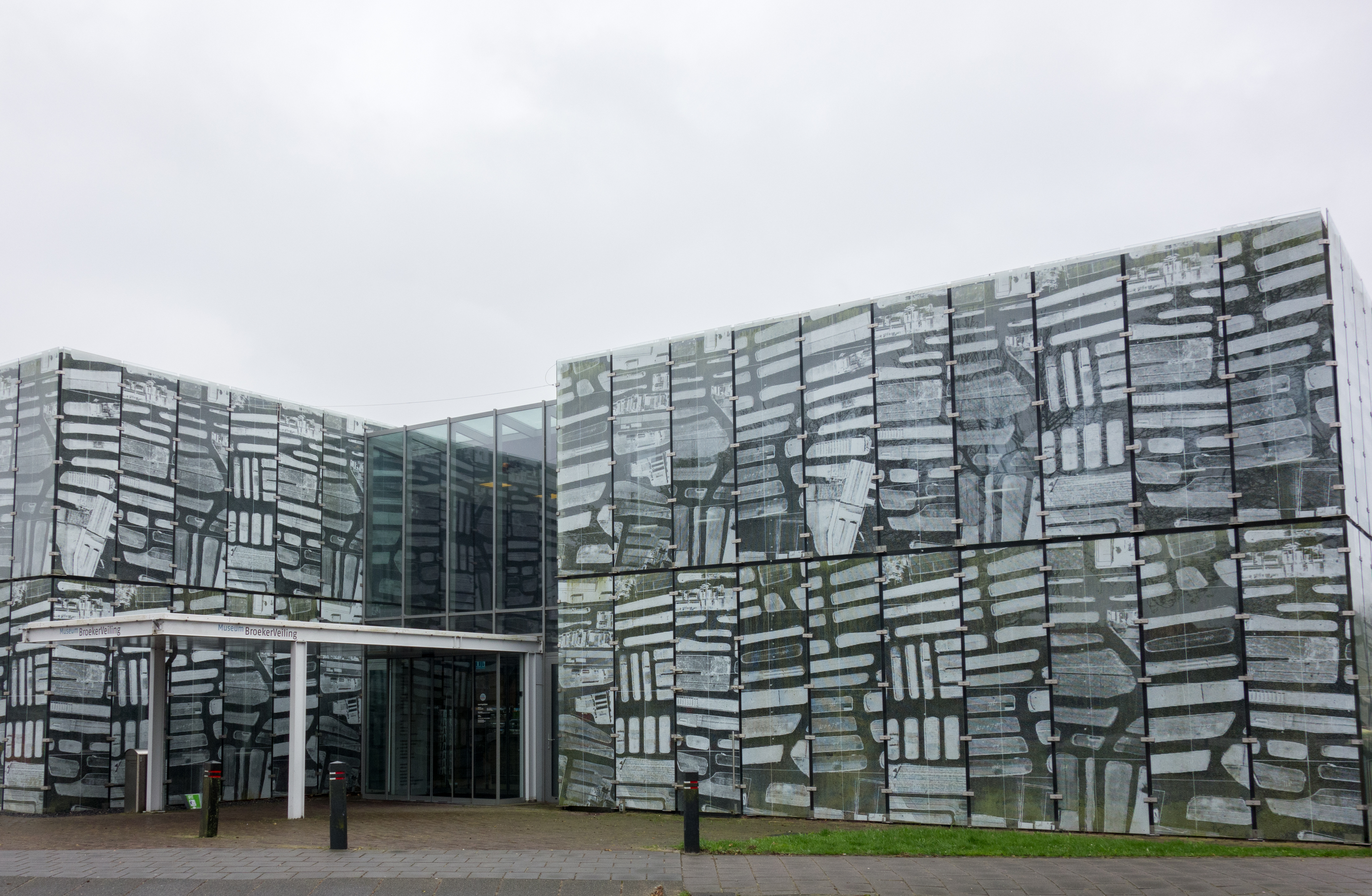
Museumgebouw uit 2009
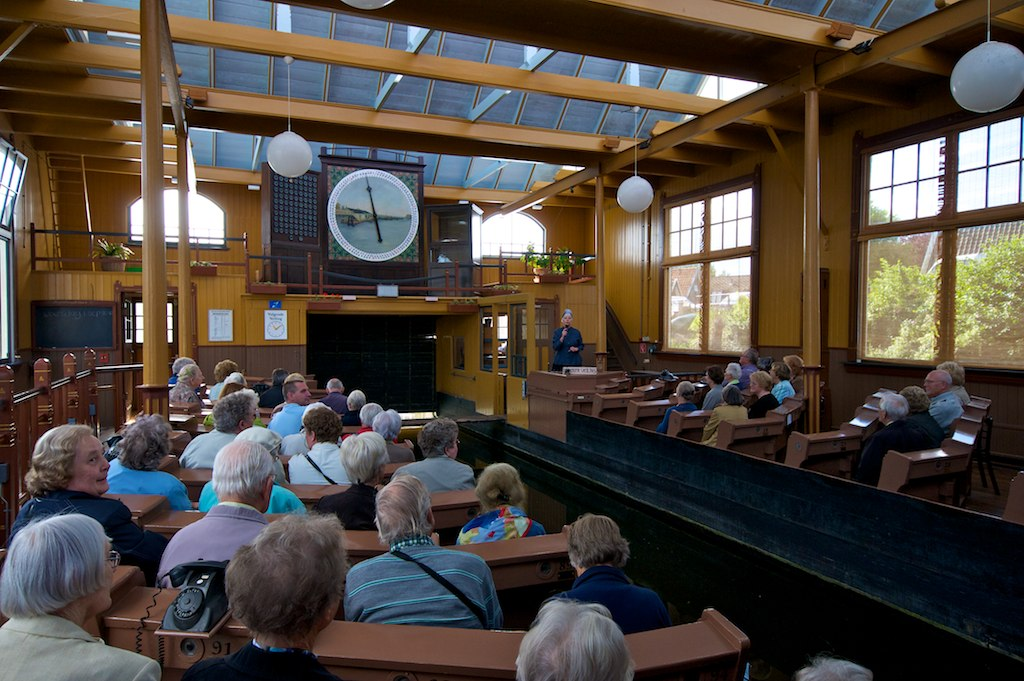
Museumbezoekers bezoeken een nagespeelde veiling in het afmijnlokaal
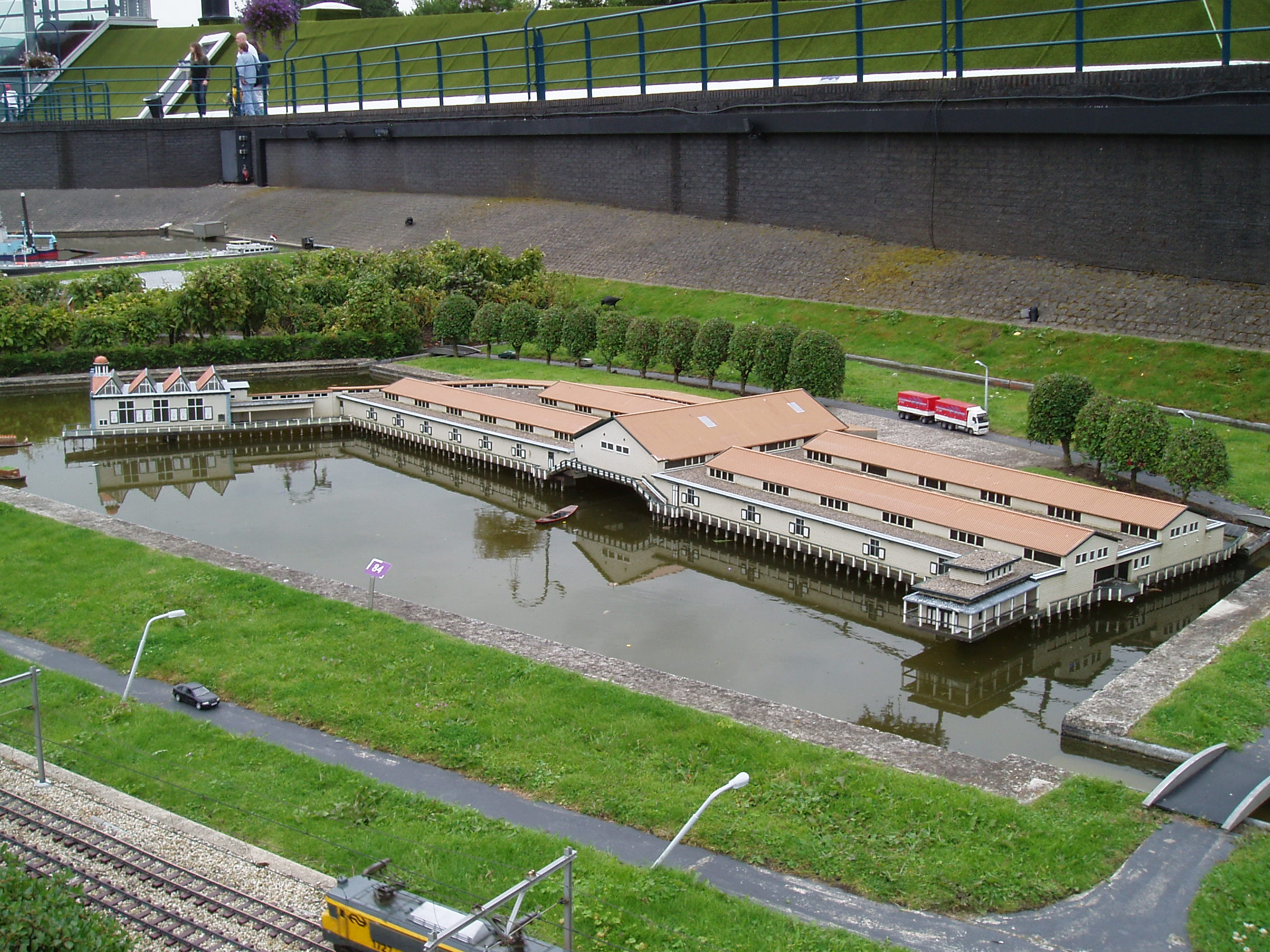
Schaalmodel van het veilingcomplex in Madurodam
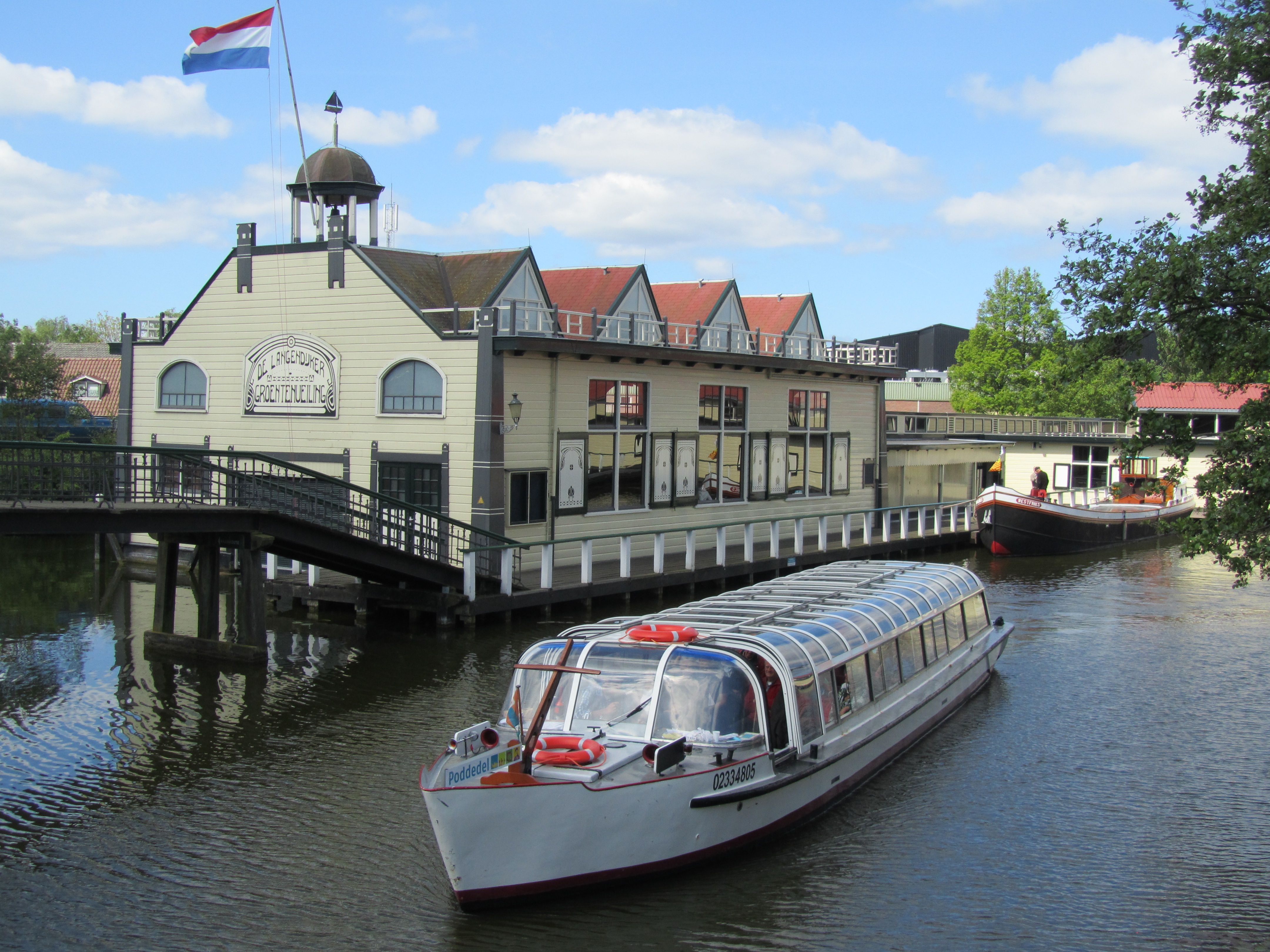
Rondvaartboot bij het museum
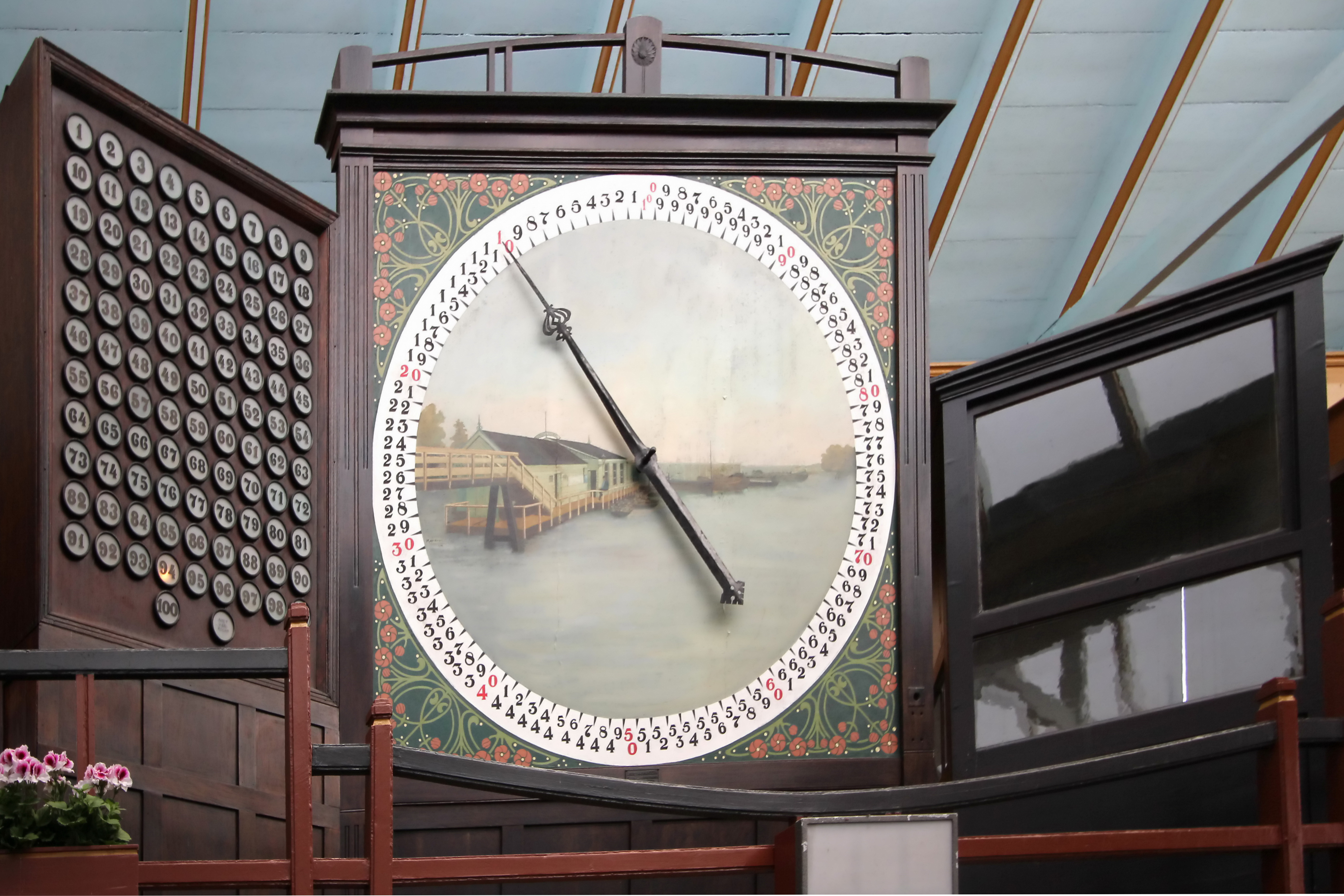
Veilingklok
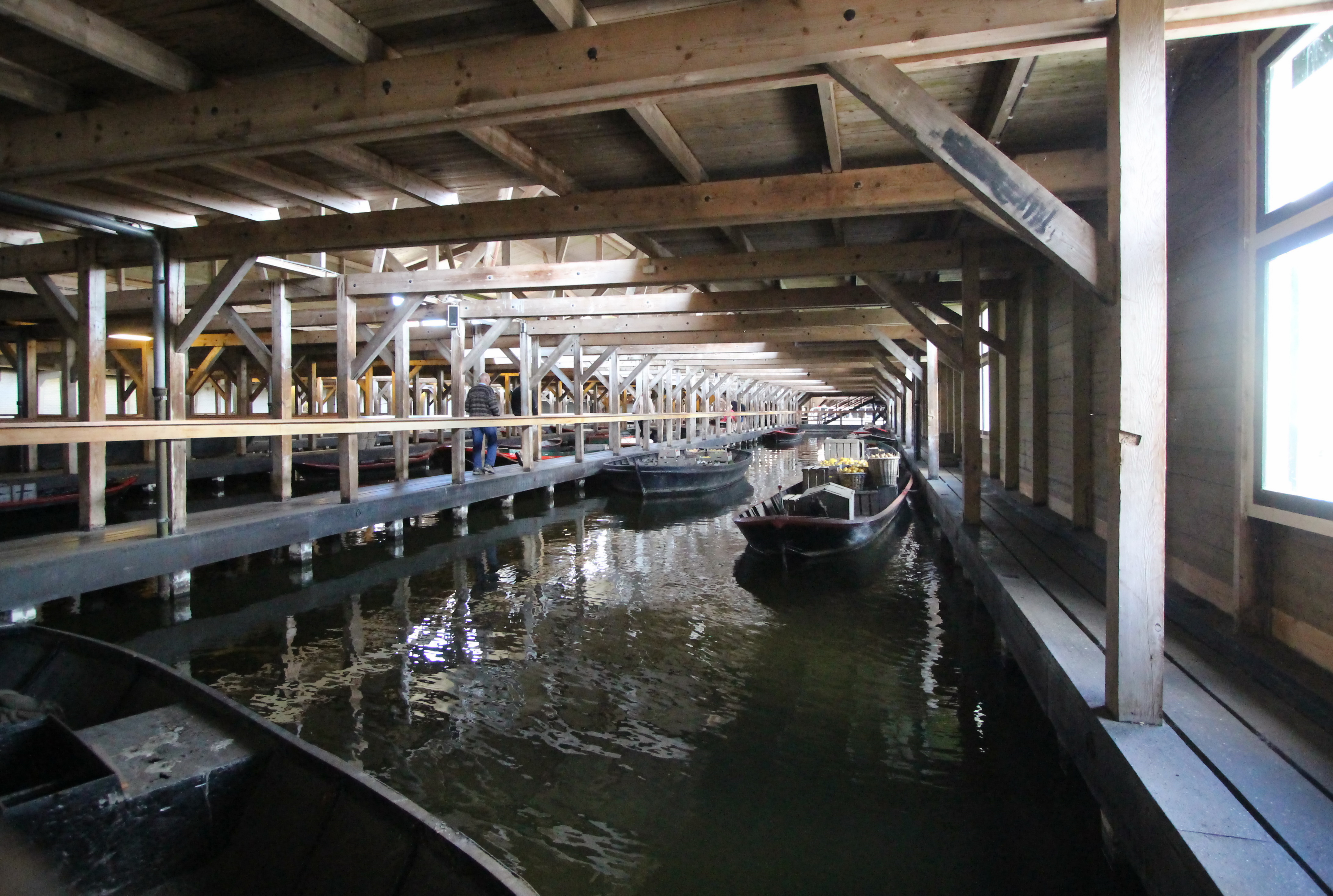
Lighallen
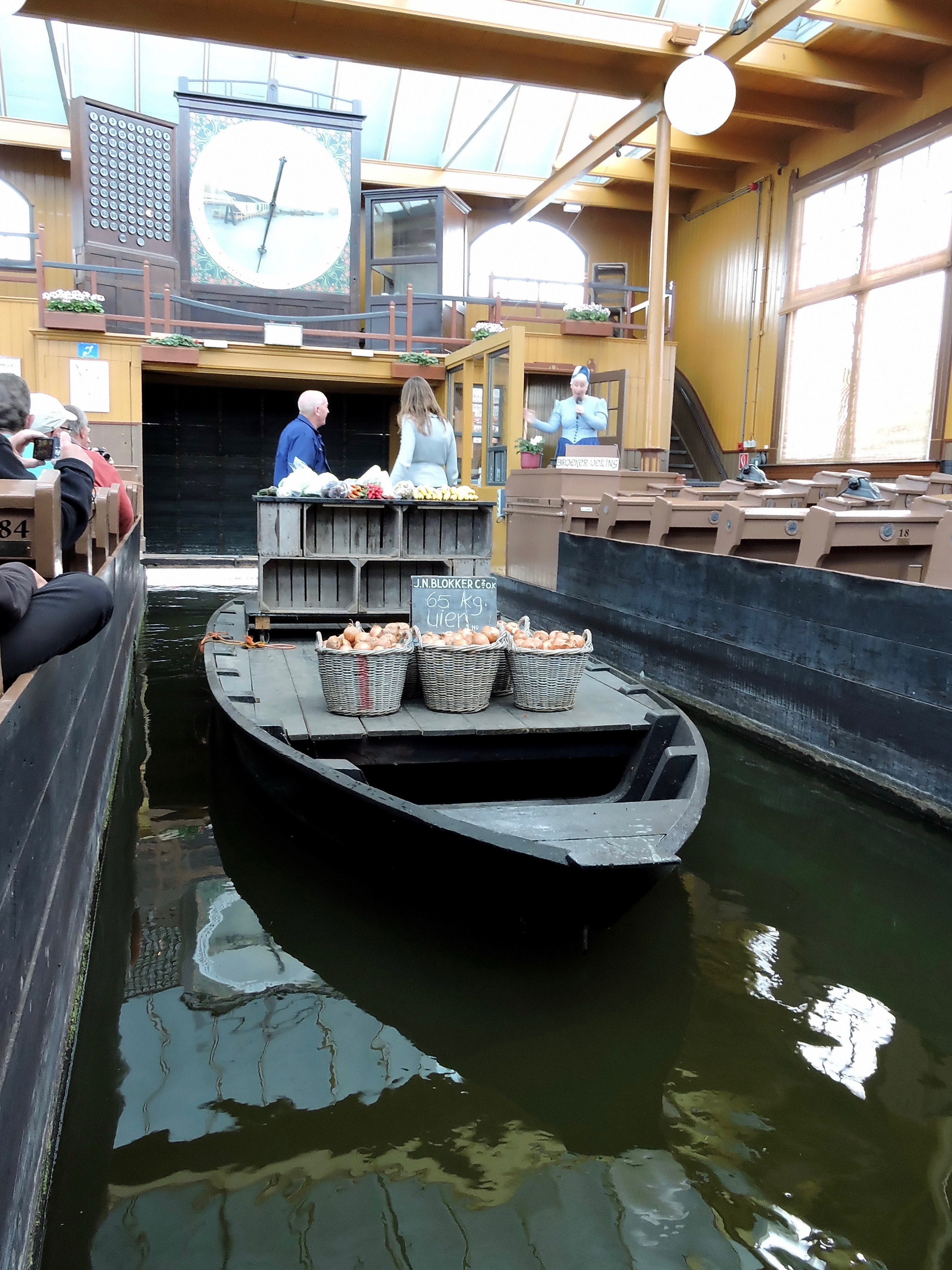
Boot arriveert in de veilingzaal
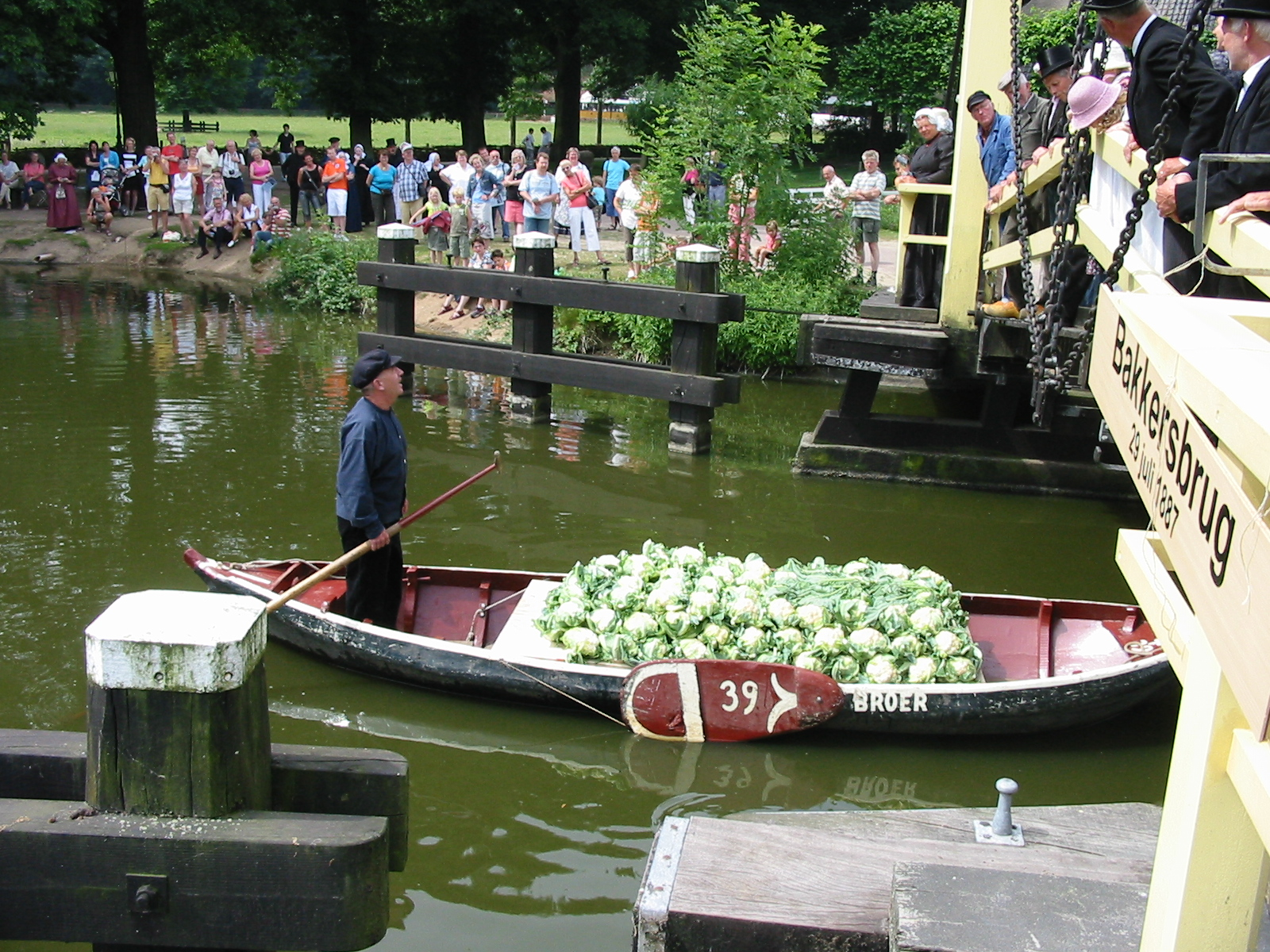
Ontstaan van de veiling nagespeeld in het Openluchtmuseum Arnhem
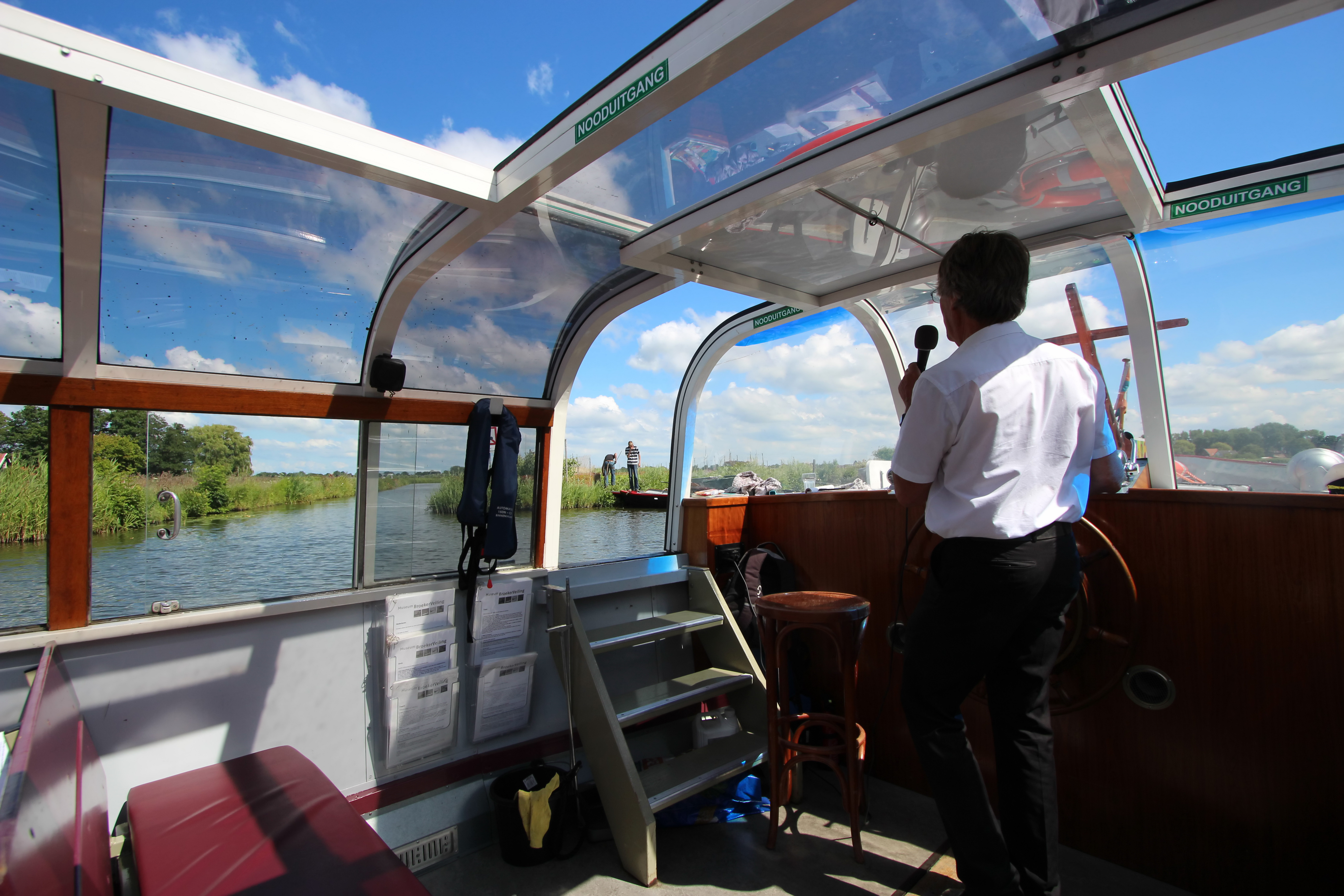
Rondvaart